# 五十嵐派
五十嵐派（いがらしは）は、漆芸の蒔絵師の流派。幸阿弥派と並ぶ、御用蒔絵の二大流派。
五十嵐道甫が、加賀前田利常の招きで金沢に渡り、加賀蒔絵の基礎を築いた 。